# Королева славян
«Королева славян» — художественный фильм, снятый режиссёром Константином Вернером.

## Сюжет
Фильм снят по мотивам древнего чешского предания о княжне Либуше и пахаре Пржемысле, основавшим в начале VIII века первую чешскую княжескую и королевскую династию Пржемысловичей и город Прагу.

## В ролях
- Уинтер Эйв Золи — Либуше
- Чаба Лукаш — Пржемысл
- Леа Морнар — Власта
- Вероника Беллова — Кази
- Вера Филатова — Тэтка
- Иво Новак — Крок